# فدراسیون فوتبال ساموآ
فدراسیون فوتبال ساموآ (انگلیسی: Football Federation Samoa) نهاد اداره‌کننده مسابقات فوتبال و فوتسال در کشور ساموآ است.
این فدراسیون که در سال ۱۹۶۸ تأسیس شده عضو کنفدراسیون فوتبال اقیانوسیه و فیفا نیز می‌باشد و مقر آن در شهر آپیا است.